# Aprelevka
Aprelevka (rusky Апре́левка) je město v Moskevské oblasti v Ruské federaci. Při sčítání lidu v roce 2010 měla přes osmnáct tisíc obyvatel.

## Poloha a doprava
Aprelevka leží přibližně čtyřicet kilometrů jihozápadně od centra Moskvy, těsně za jejími hranicemi. Na severu s ní sousedí město Krasnoznamensk (Moskevská oblast).
Přes Aprelevku vede důležitá železniční trať z moskevského Kyjevského nádraží směrem do Kalugy, Brjansku a Kyjeva. Ve stejném směru vede i dálnice M3 (a po ní vedená evropská silnice E101). Jihozápadně od města (tedy směrem od Moskvy) ji kříží A107, okružní dálnice vedená vně Moskvy (na rozdíl od Moskevského dálničního okruhu vedené přímo po kraji města) přezdívaná Menší moskevský okruh.

## Dějiny
Aprelevka byla založena se vznikem železniční trati v roce 1899.
V roce 1910 zde byla postavena první továrna na gramofonové desky v Rusku.
V roce 1961 se Aprelevka stala městem.